# Лондон — Калькутта (автобусний маршрут)
Автобусний маршрут між Лондоном (Англія) та Калькуттою (Індія; тепер Колката) вважали найдовшим автобусним маршрутом у світі. Започаткований 1957 року маршрут проходив через Бельгію, Югославію та Північно-Західну Індію. Цей маршрут також відомий як Стежка хіпі. Потрібно було близько 50 днів, щоб дістатися автобусом із Лондона до Калькутти. Відстань становила понад 16 000 км (10 000 миль) в один бік і 32 700 км (20 300 миль) в обидва боки. Діяв до 1976 року. Вартість поїздки в один бік становила 85 фунтів стерлінгів у 1957 році (еквівалент £2589 у 2023 році) та 145 фунтів стерлінгів у 1973 році (еквівалент £2215 у 2023 році). В цю суму входили харчування, проїзд та проживання.

## Маршрут
Автобусним сполученням керувала компанія Albert Travel. Перший рейс вирушив із Лондона 15 квітня 1957 року, а прибув до Калькутти 5 червня, за 50 днів. За цей час автобус проїхав із Англії поромом до Бельгії, а звідти — до Індії через Західну Німеччину, Австрію, Югославію, Болгарію, Туреччину, Іран, Афганістан, Пакистан і Північно-Західну Індію. Після в'їзду в Індію він через Нью-Делі, Агру, Аллахабад і Банарас досяг Калькутти.

## Зручності в автобусі
Автобус було обладнано засобами для читання, окремими спальними місцями для всіх пасажирів, обігрівачами з вентилятором і кухнею. На верхній палубі автобуса була передня оглядова кімната. Поїздка більше нагадувала екскурсію, ніж просто подорож. В автобусі було радіо та музична система для вечірок. Він побував у туристичних місцях Індії, зокрема, в Варанасі й Тадж Махалі на березі Джамни. Також була можливість закупів у Тегерані, Зальцбурзі, Кабулі, Стамбулі та Відні.

## Подальша історія
Через кілька років автобус потрапив у аварію і став непридатним. Пізніше його придбав британський мандрівник Енді Стюарт. Він перебудував його на двоповерховий будинок на колесах. 8 жовтня 1968 року автобус, перейменований на Albert, вирушив із Сіднея до Лондона через Індію. Подорож тривала приблизно 132 дні. Компанія Albert Tours базувалася в Англії та Австралії, і обслуговувала маршрути Лондон — Калькутта — Лондон і Лондон — Калькутта — Сідней.
Автобус діставався Індії через Іран, а потім прямував до Сінгапуру через Бірму, Таїланд і Малайзію. Із Сінгапуру автобус доправляли кораблем до Перта в Австралії, а звідти він вирушав до Сіднея. Плата за поїздку з Лондона до Калькутти становила 145 фунтів стерлінгів. Служба, як і раніше, мала сучасне обладнання. Припинено автобусне сполучення 1976 року з політичних причин, що призвели до Іранської революції та ескалації напруженості між Пакистаном та Індією. До остаточного закриття Albert Tours здійснила близько 15 поїздок між Калькуттою та Лондоном і з Лондона до Сіднея.